# Baojun
Baojun (en chino tradicional, 寳駿; en chino simplificado, 宝骏; pinyin, Bǎojùn; literalmente, ‘Caballo Atesorado’) es una marca de automóviles chinos, propiedad del holding SAIC-GM-Wuling, una sociedad establecida entre SAIC Motor de China y General Motors de los Estados Unidos.
La marca Baojun nació en 2010 como alternativa más barata a las marcas de GM Chevrolet y Buick, que también tienen ventas en China. Los vehículos comerciales de la sociedad SAIC-GM son fabricados bajo la marca Wuling. Los productos de la compañía compiten con fabricantes chinos como Chery, Geely, Changan, Haval y Trumpchi.
En sus años iniciales, las ventas de los modelos de Baojun han crecido drásticamente, logrando 688.390 unidades en 2016, y 996.629 en 2017.

## Productos
El primer vehículo de la marca  es el Baojun 630, un sedán de cuatro puertas que ha sido producido desde noviembre de 2010. Las ventas empezaron a finales de 2011, a través de una red comercial dedicada de distribuidores.
Baojun también ofrece una versión local del Daewoo Matiz, conocida como Baojun Lechi. En 2014, se anunció un tercer modelo (el Baojun 610) en Auto China. En Auto Shanghái en 2015, la compañía introdujo el Baojun 560 SUV. Y en julio de 2014, SAIC-GM-Wuling lanzó el 730, un siete plazas MPV.

### Productos actuales
- E100 — Un coche urbano eléctrico.
- E200 — Un coche urbano eléctrico.
- KiWi EV / E300 — Un coche urbano eléctrico.
- Sí — Un coche urbano eléctrico.
- 510 — Un SUV crossover subcompacto. Se vende bajo la marca Chevrolet como Groove en América Latina, Medio Oriente, África y otros países emergentes.
- 530 — Un SUV crossover compacto.
- 730 — Un monovolumen compacto colocado encima del 360. El modelo de segunda generación, se vende bajo la marca Wuling como Cortez en Indonesia.
- RC-5 — Reemplaza al 630. Disponible en estilos de carrocería sedán y familiar (RC-5W), comparte plataforma con el SUV RS-5.
- RC-6 — Un automóvil de tamaño mediano de gran altura.[12]
- RM-5 —  A 5-/6-/7-seater compact MPV related to the RS-5 based on the RM-C Concept.[13]
- RS-3 — Un SUV crossover subcompacto ubicado debajo del RS-5 y reemplaza al 510.
- RS-5
- RS-7
- Yunduo

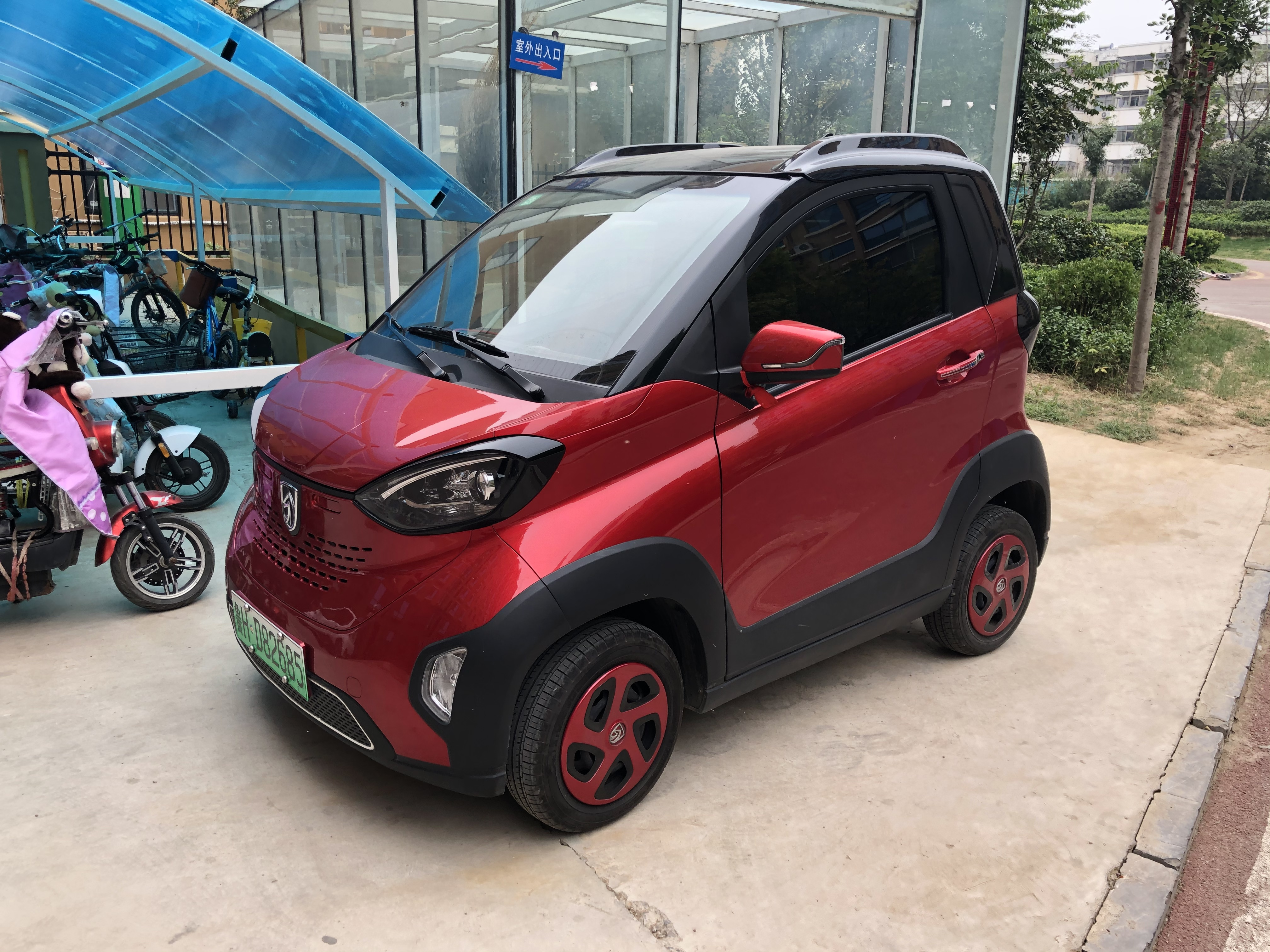
E100
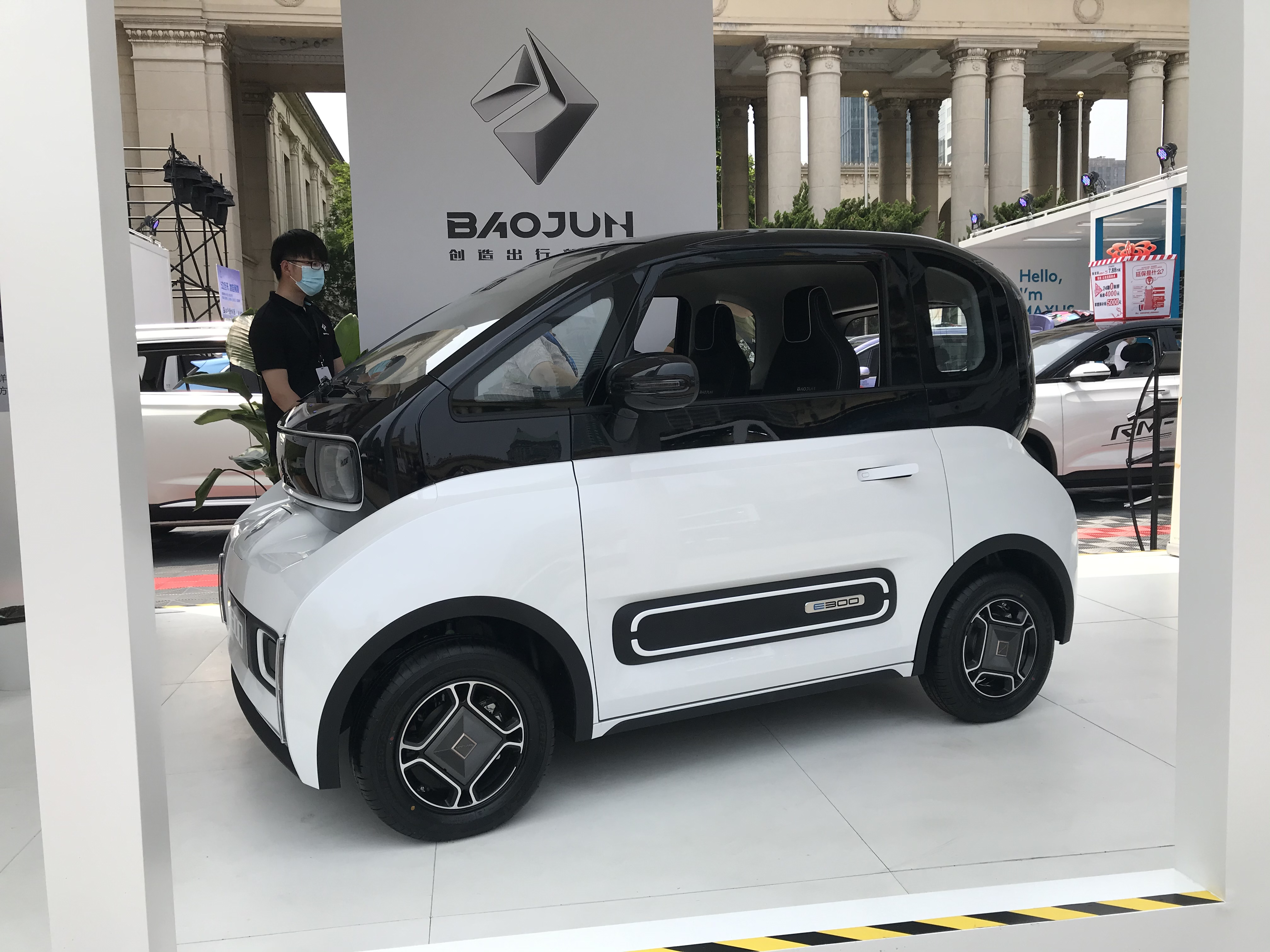
E300
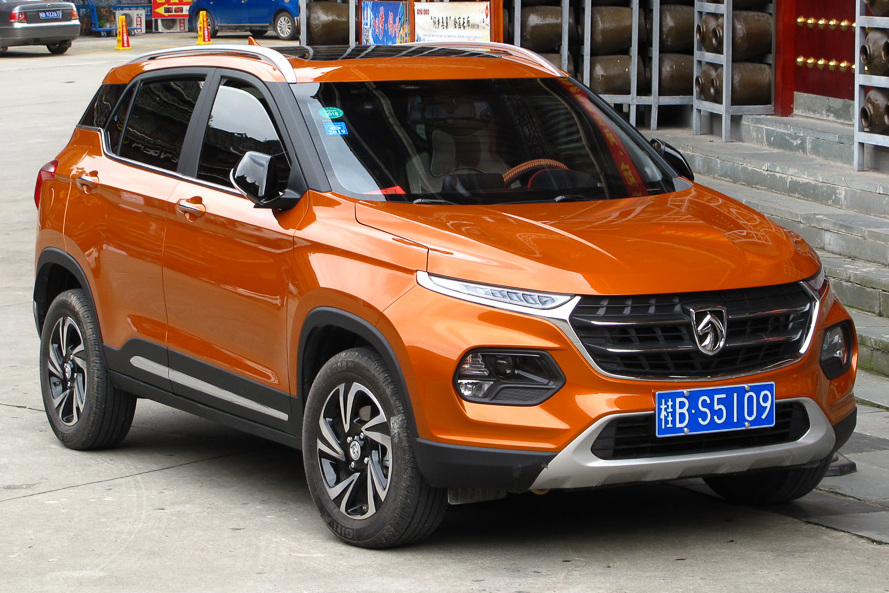
510
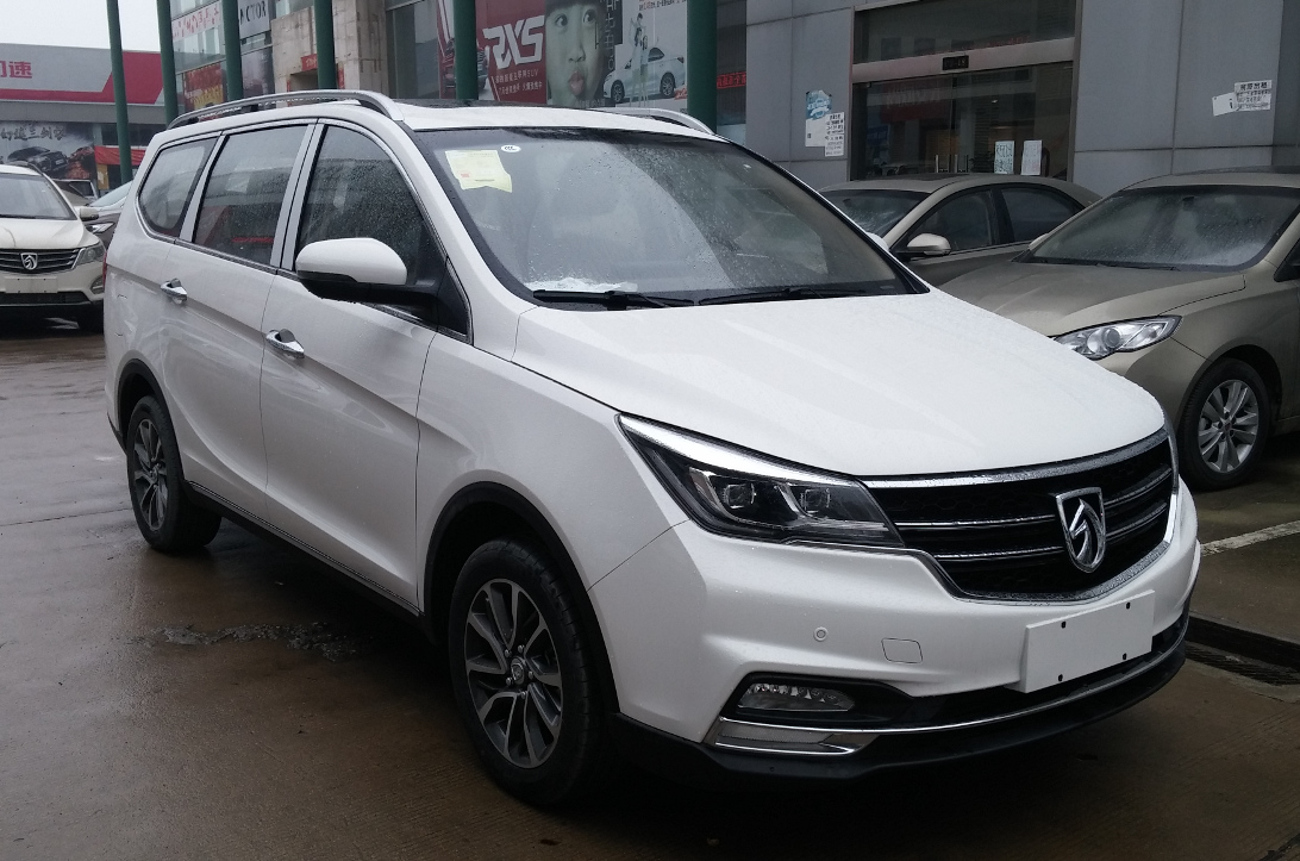
730
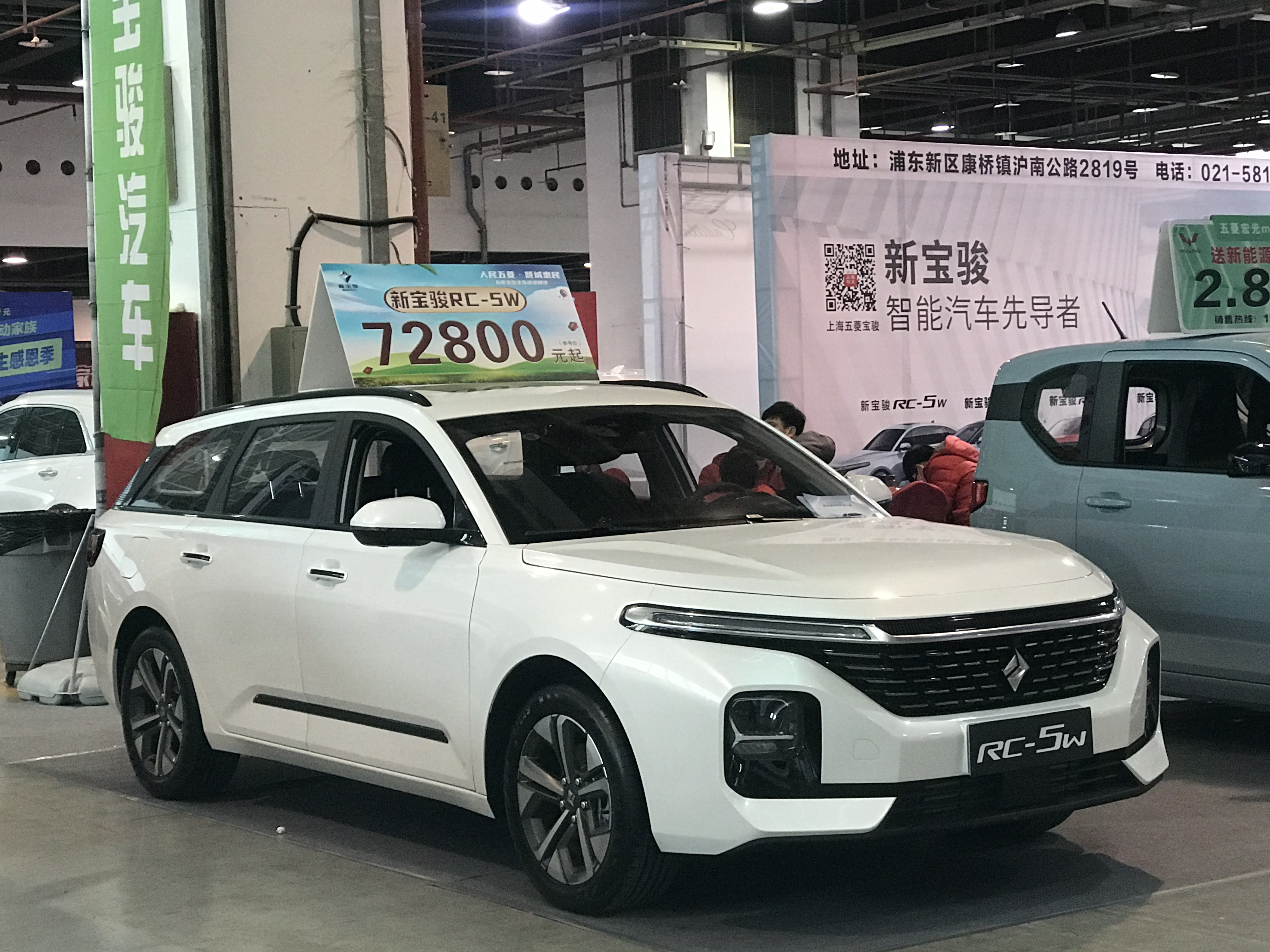
RC-5
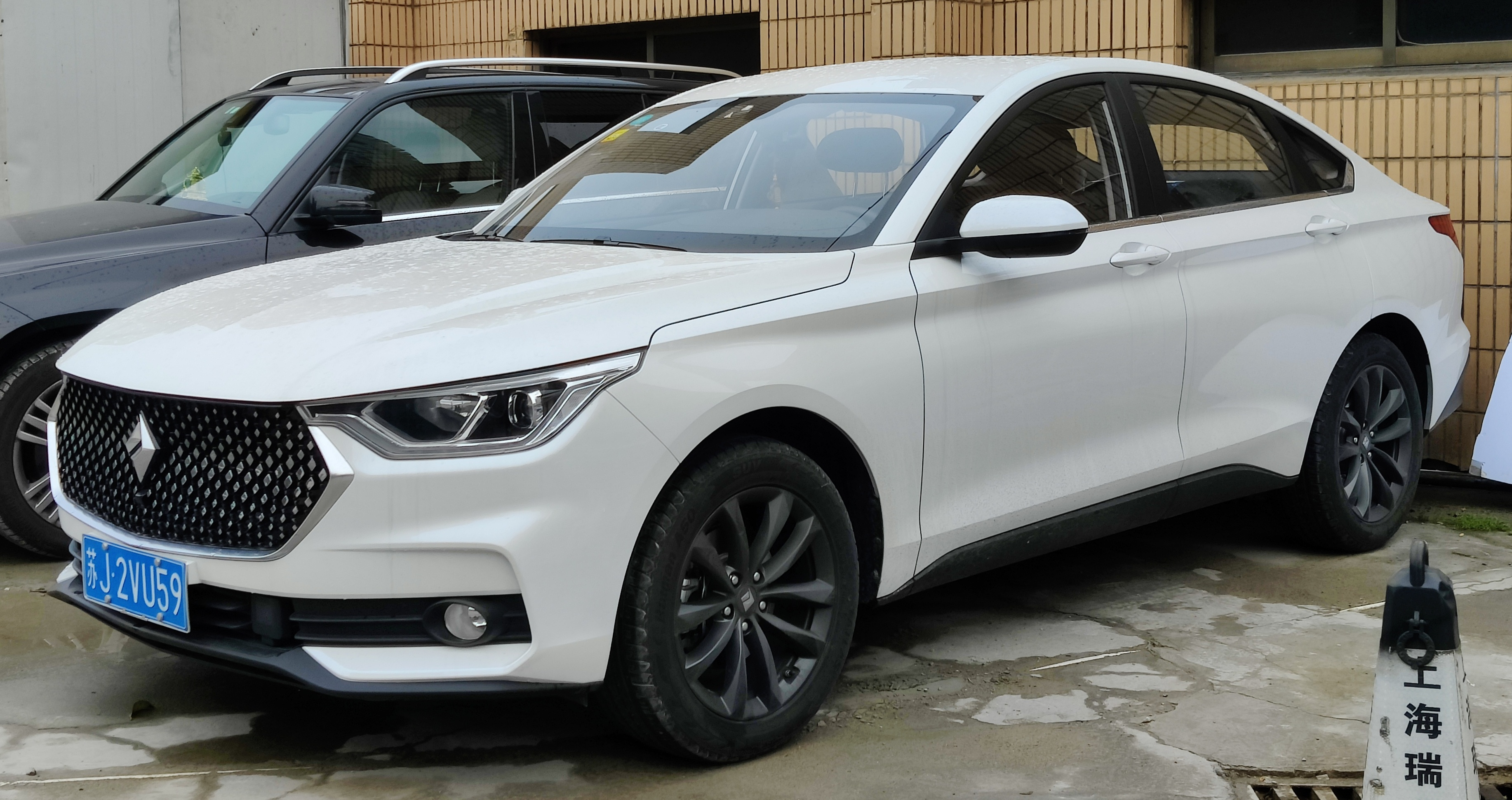
RC-6
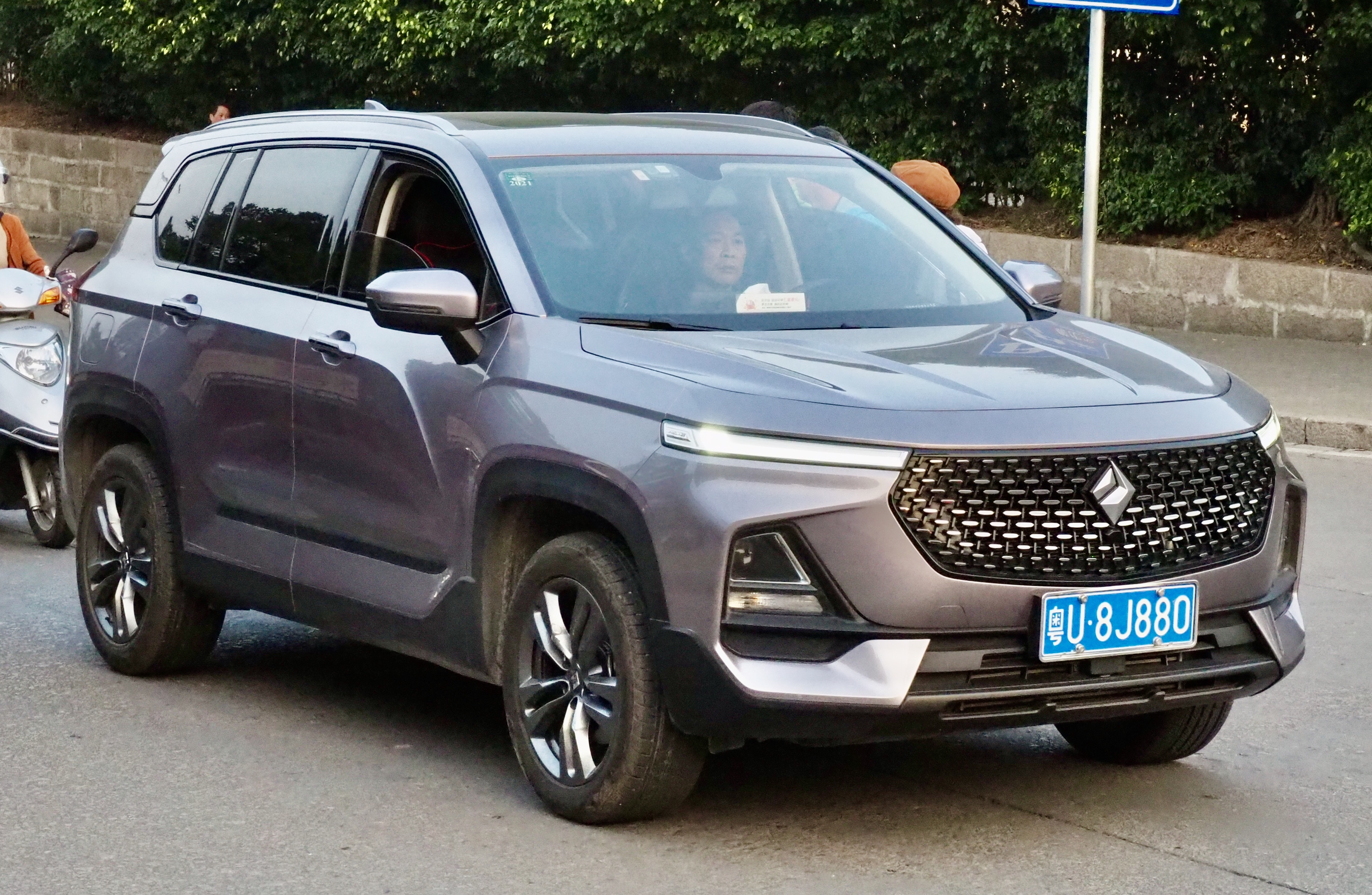
RS-5
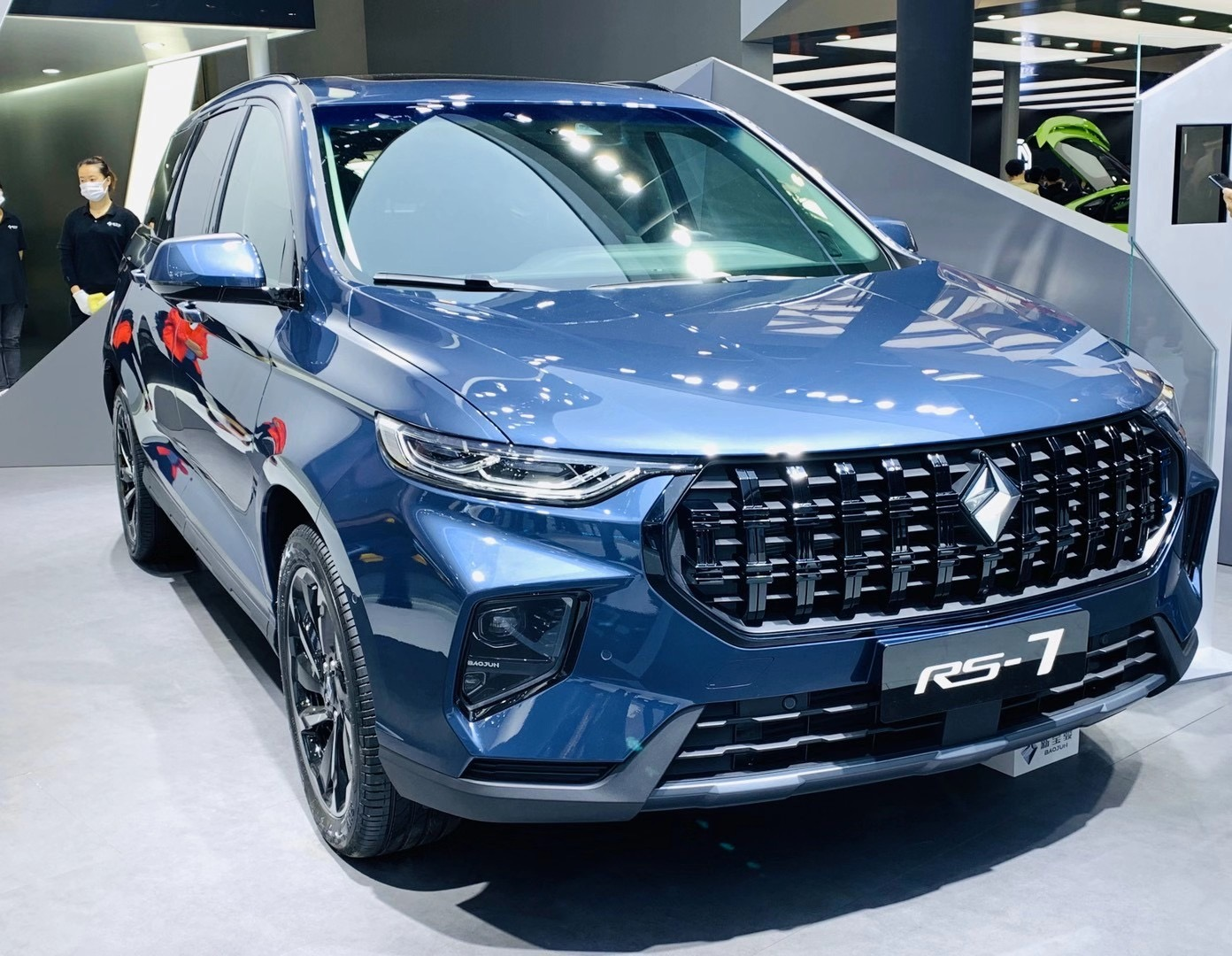
RS-7

### Productos anteriores
- Lechi
- 310 / 310W / 330
- 360
- 560
- 610 / 630

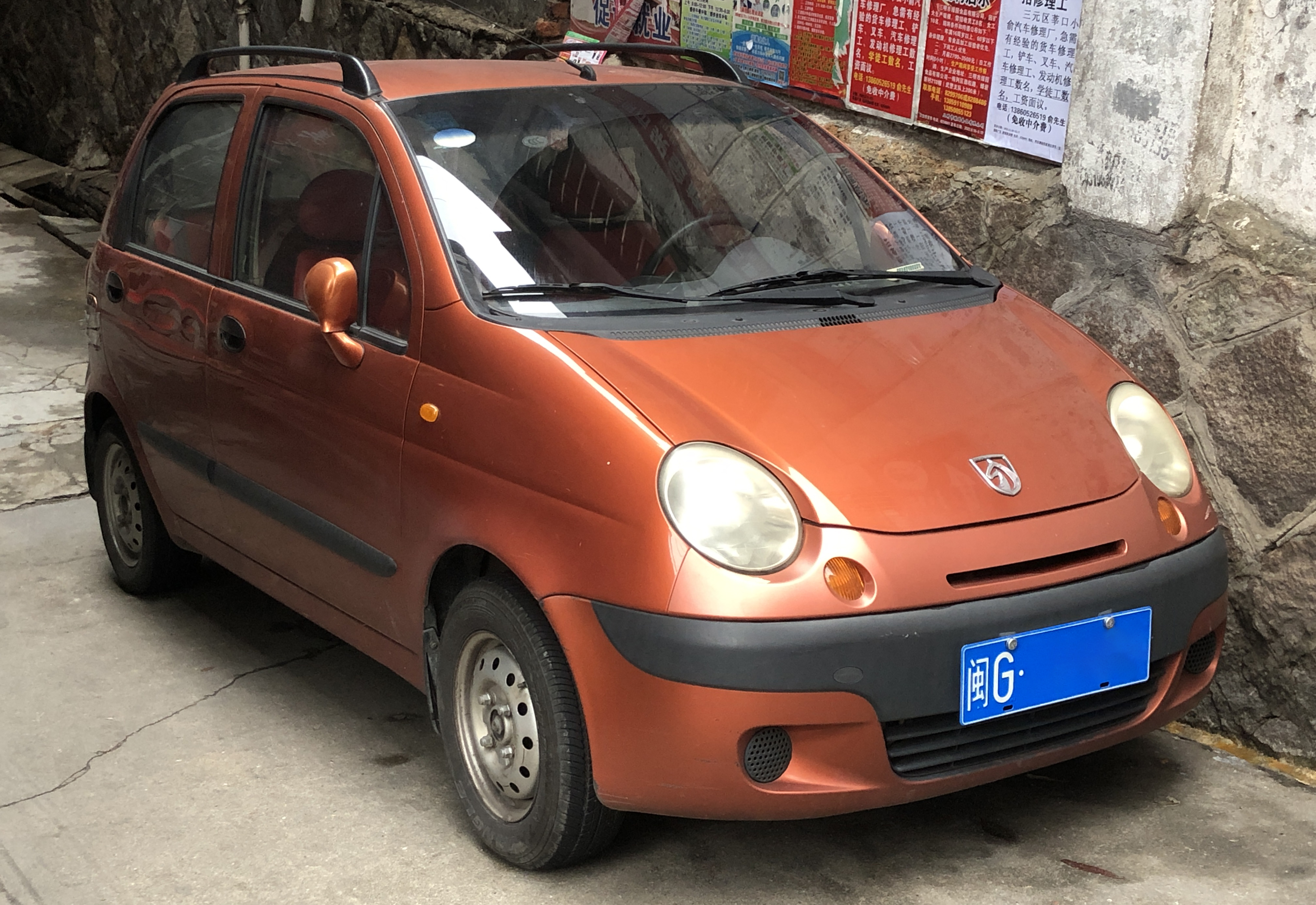
Baojun Lechi
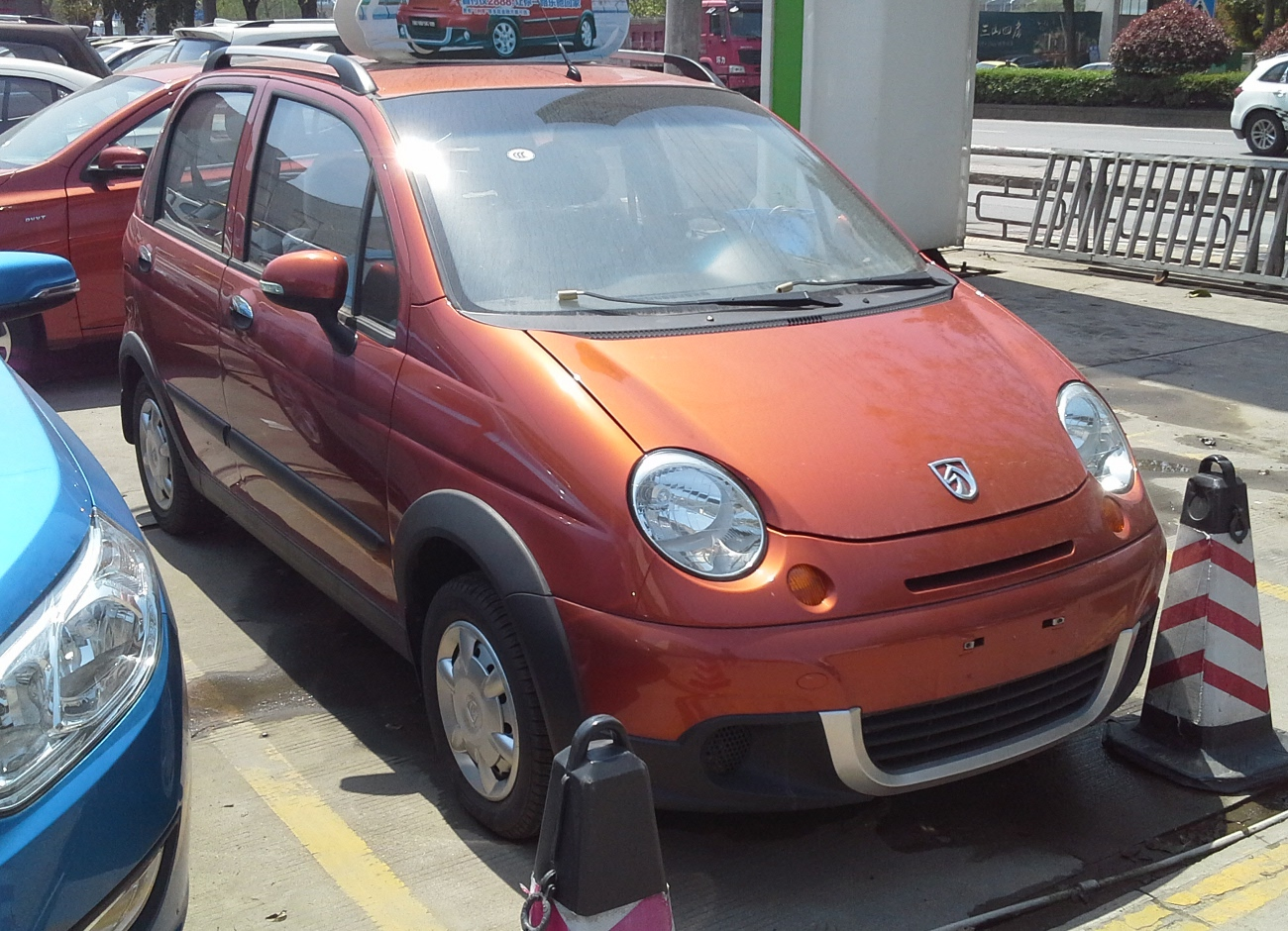
Baojun Lechi Cross
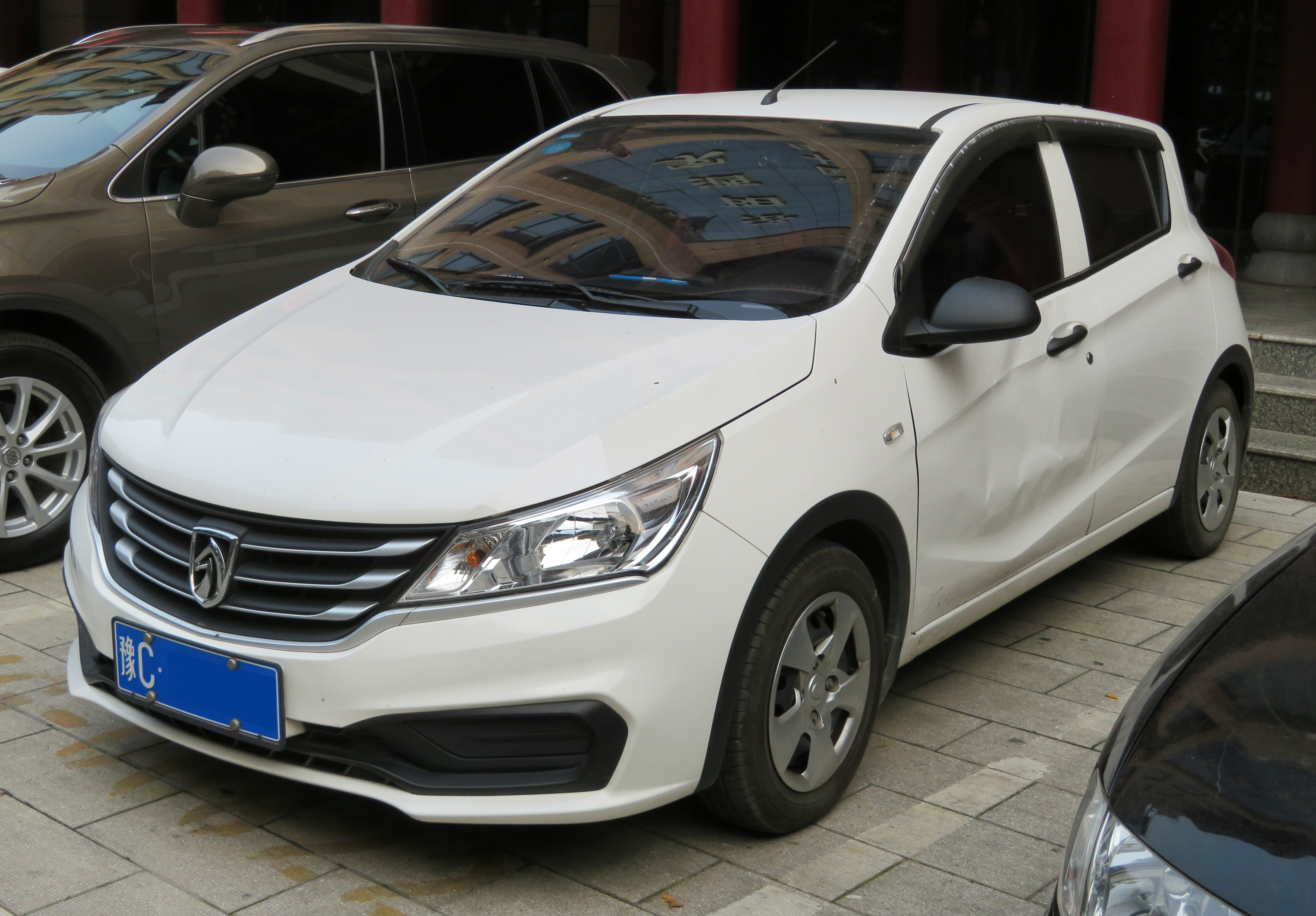
Baojun 310
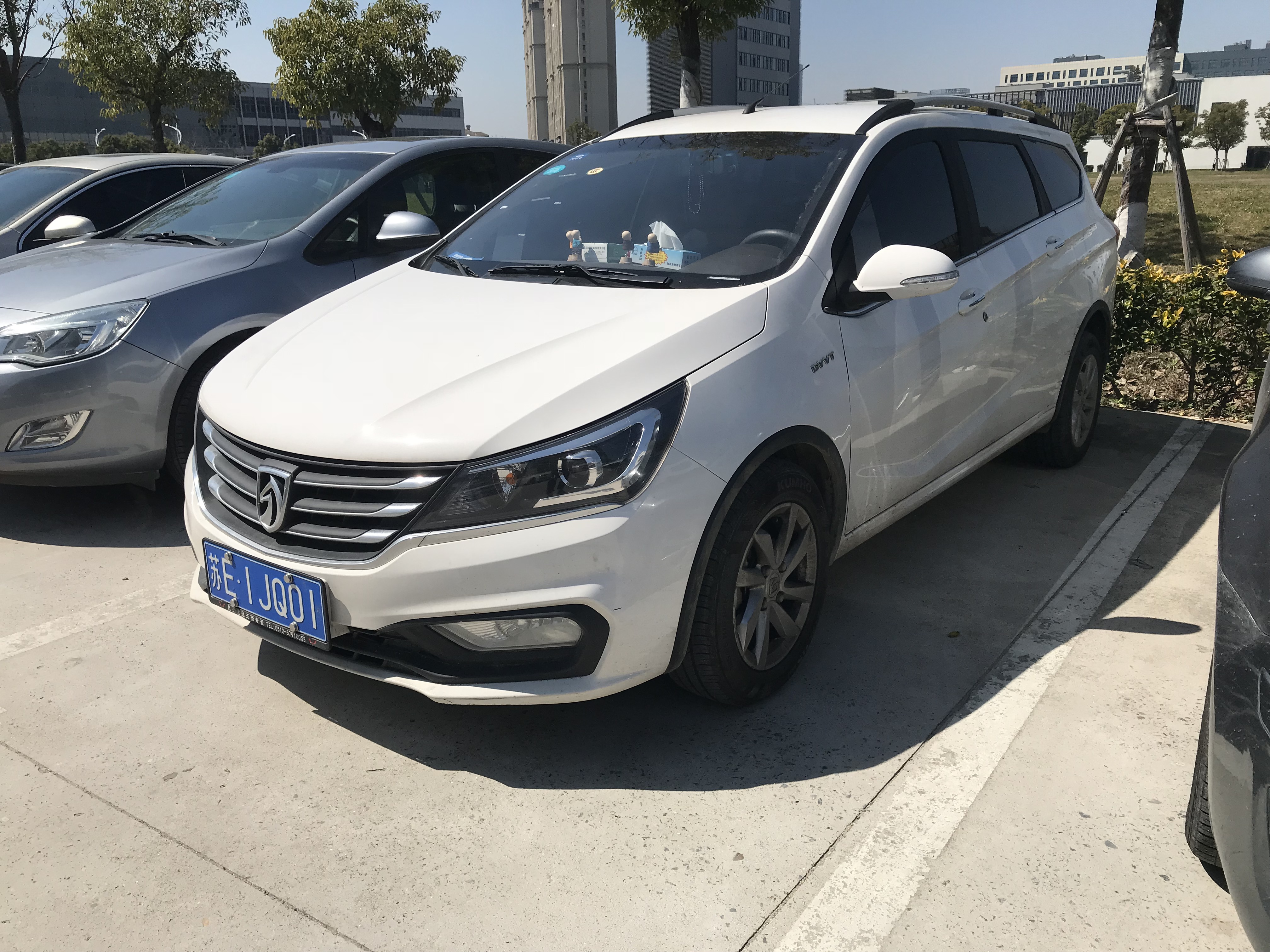
Baojun 310W
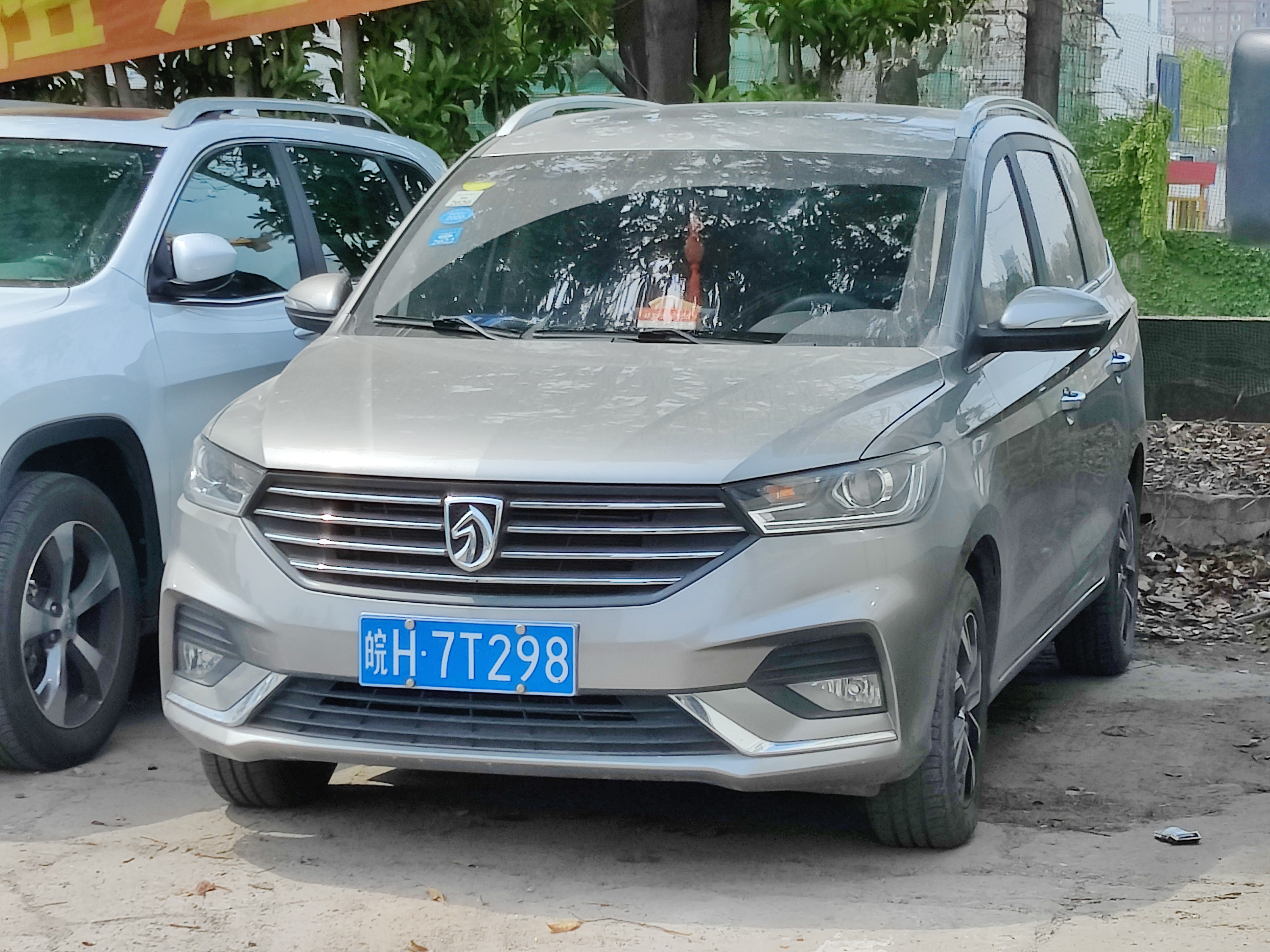
Baojun 360
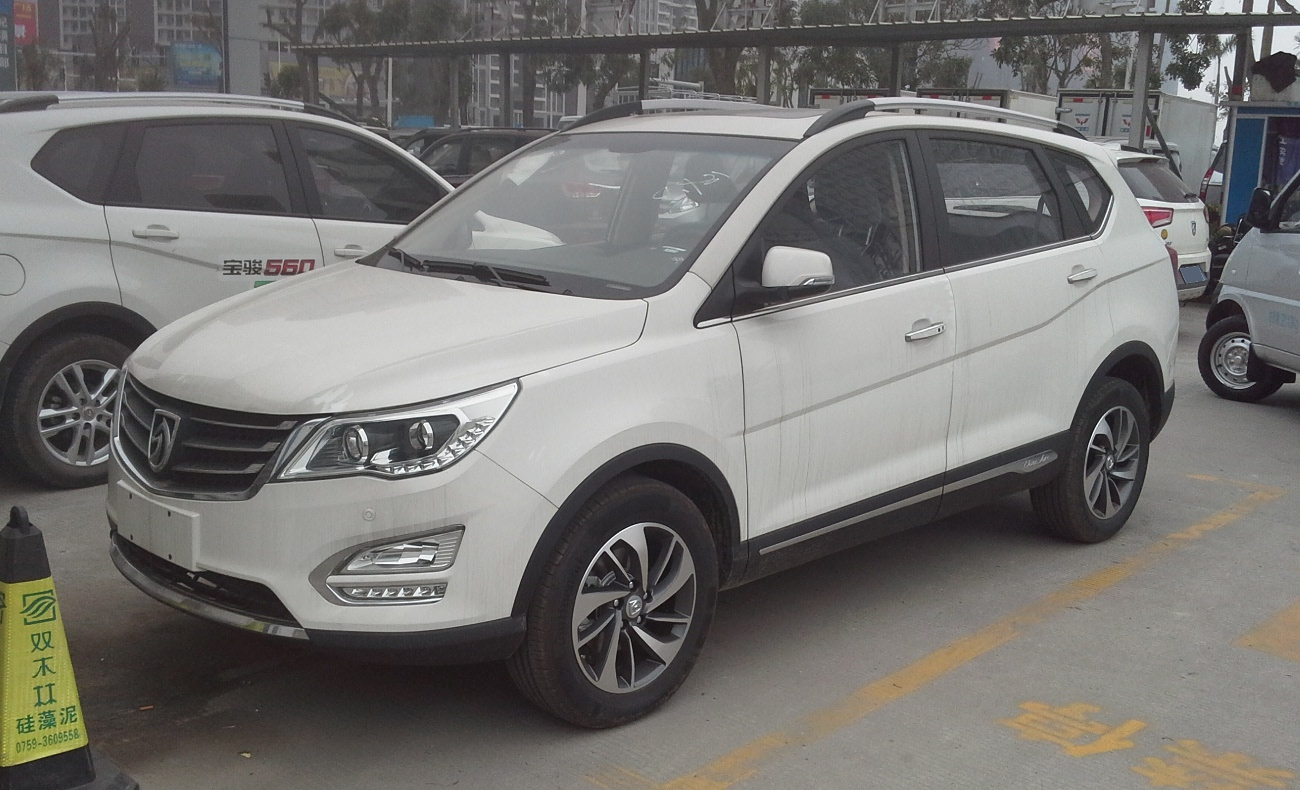
Baojun 560
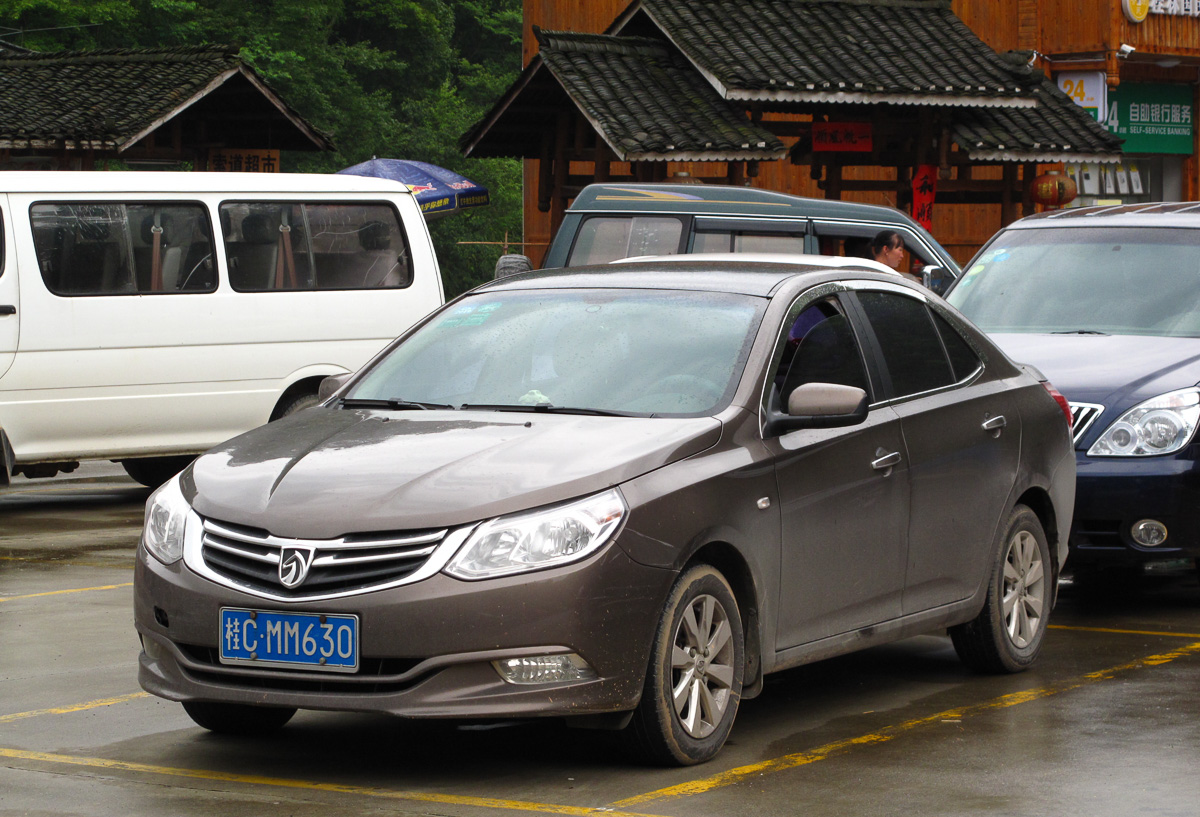
Baojun 630
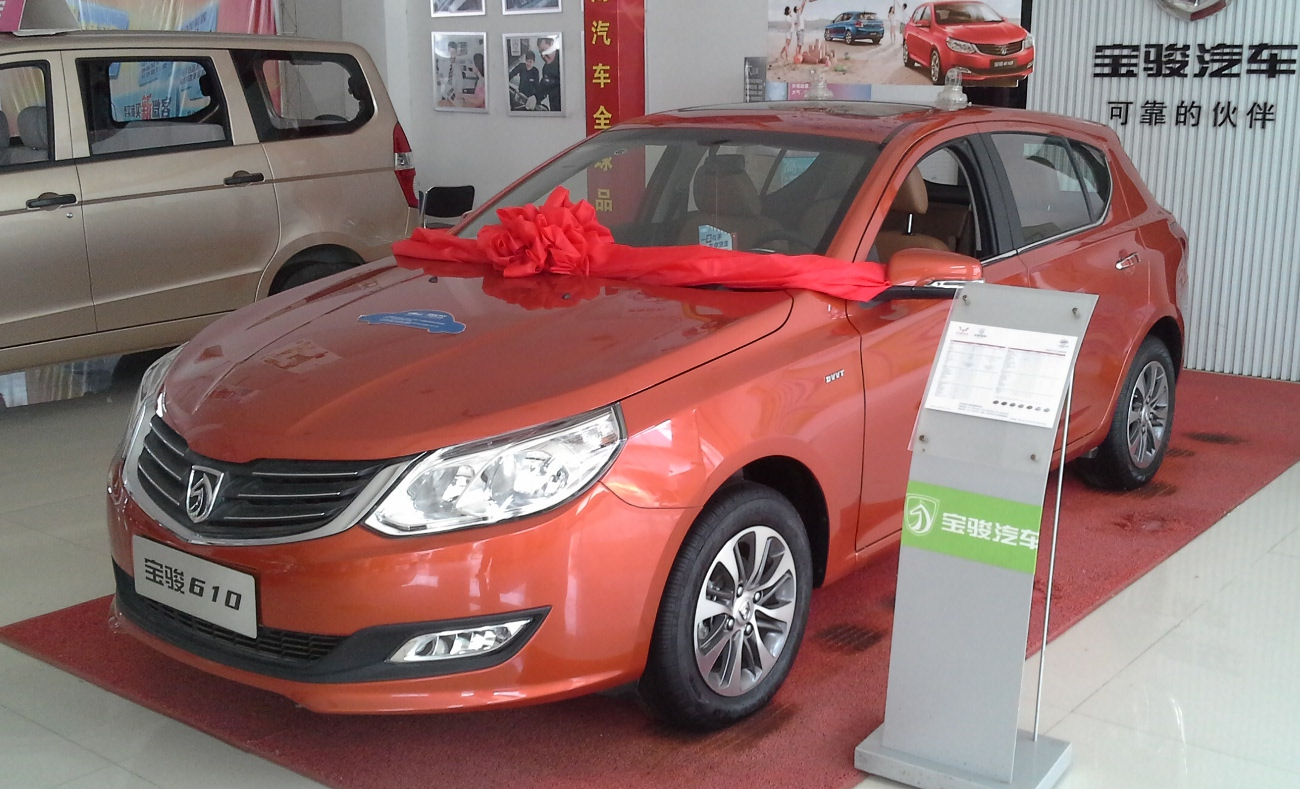
Baojun 610